# اعتلال الأوعية الدموية في القلب المزروع

الشرايين التاجية

اعتلال الأوعية الدموية في القلب المزروع، نوع شائع من أمراض الشرايين الإكليلية الذي يحدث عند الأشخاص الذين خضعوا لعملية زرع قلب. تؤثر هذه المضاعفات طويلة الأمد على أكثر من نصف الأشخاص الذين خضعوا لزرع القلب في غضون 10 سنوات من الزرع. يبدأ المرض بتضيق الأوعية الدموية التي تغذي القلب المزروع تدريجيًا ما يحد من تدفق الدم للقلب، وهو الأمر الذي يؤدي لاحقًا إلى قصور عضلة القلب أو الموت المفاجئ. تشمل الأسباب الرئيسية الأخرى للوفاة بعد زراعة القلب رفض العضو والإنتان وقصور القلب.
قد يعاني الأشخاص المصابون باعتلال الأوعية الدموية في القلب المزروع من مجموعة واسعة من الأعراض مثل التعب وضيق التنفس، ولكن لا يوجد عادةً ألم في الصدر، وتشمل عوامل الخطورة لحدوث اعتلال الأوعية الدموية في القلب المزروع نفس عوامل الخطروة لتصلب الشرايين بالإضافة لعمر المتبرع والإصابة بالفيروس المضخم للخلايا وأخذ الطعم من مريض ميت دماغيًا بسبب رض دماغي، بالإضافة لعوامل مناعية وغير مناعية وميزات نسيجية ضمن الشرايين الإكليلية.
يشخص هذا المرض من خلال المتابعة والمراقبة المنتظمة للقلب المزروع بحثًا عن أي علامات مبكرة للمرض، تتضمن وسائل التشخيص الغازية: تصوير الأوعية الإكليلية والإيكو عبر الأوعية، ووسائل التشخيص غير الغازية: تخطيط القلب مع حقن الدوبوتامين والطبقي المحوري البوزيتروني وتصوير الأوعية المقطعي المحوسب وطرق متعددة لمراقبة المؤشرات الحيوية.
يبدأ جميع مرضى زراعة القلب تناول الستاتينات والأسبرين مبكرًا بعد الزرع، وعند اكتشاف اعتلال الأوعية الدموية في القلب المزروع يمكن استخدام العديد من الأدوية التي تبطئ تقدم المرض، ومع ذلك قد نضطر أحيانًا لإعادة زراعة القلب.

## تعريف
اعتلال الأوعية الدموية في القلب المزروع نوع متسارع من أمراض الشرايين الإكليلية عند الأشخاص الذين خضعوا لعملية زرع قلب.

## العلامات والأعراض
لا يعاني مرضى اعتلال الأوعية الدموية في القلب المزروع من أي ألم صدري نموذجي، وقد يعاني بعضهم من ألم صدري غير نموذجي بعد عدة سنوات من العمل الجراحي.
يعاني المرضى المصابون باعتلال الأوعية الدموية في القلب المزروع من مجموعة واسعة من الأعراض مثل التعب والوهن العام والغثيان وأعراض هضمية غير وصفية، وأحيانًا لا تظهر عندهم أي أعراض على الإطلاق. قد يحدث أيضًا ضيق في التنفس والتهاب مفاصل في بعض الحالات.

## عوامل الخطورة
تشبه عوامل الخطورة للإصابة باعتلال الأوعية الدموية في القلب المزروع عوامل خطورة أمراض الشرايين الإكليلية مثل ارتفاع الضغط الشرياني وارتفاع الكوليسترول والداء السكري، ومن عوامل الخطورة الأخرى: عمر المتبرع والعدوى بالفيروس المضخم للخلايا ووجود أجسام مضادة بعد زرع القلب، وقد ثبت أن آلية موت دماغ المتبرع عامل مهم أيضًا خصوصًا إذا كان سبب الموت الدماغي رضي المنشأ. يبدو واضحًا اليوم أن مزيجًا من كل العوامل السابقة يلعب دورًا كبيرًا في حدوث اعتلال الأوعية الدموية في القلب المزروع.

## آلية حدوث المرض
يكون تطور أمراض الشرايين الإكليلية عند المرضى الين لم يزرعوا قلبًا بطيئًا عادةً، وتقتصر التغيرات النسيجية بشكل أساسي على الشرايين الإكليلية الرئيسية ويلاحظ حدوث توسع الشرايين كشكل من أشكال إعادة البناء التعويضية في النسيج الشرياني، أما عند مرضى اعتلال الأوعية الدموية في القلب المزروع فقد أظهرت عينات الأنسجة سماكة مركزية في الطبقة الداخلية للشرايين الإكليلية الرئيسية على سطح القلب وفي الشرايين داخل القلب، ويمكن أن تختفي هذه التبدلات النسيجية خلال عدة سنوات، يلاحظ أيضًا حدوث نقص في خلايا العضلات الملساء الضامة والخلايا اللمفاوية، ويمكن أن يؤثر هذا على طول الشرايين الإكليلية بالكامل، وقد تصل هذه التبدلات إلى الشرايين الصغيرة. لا يحدث تصلب الشرايين دائمًا عند مرضى اعتلال الأوعية الدموية في القلب المزروع، وإذا حدث فإنه يكون متأخرًا. لا يحدث كذلك ظهور لشرايين جانبية عند مرضى اعتلال الأوعية الدموية في القلب المزروع على عكس مرضى الداء القلبي الإكليلي. يمكن أن يحدث التهاب في بطانة الأوعية الدموية ويرتبط ذلك بآليات رفض الطعم المزروع.

## تشخيص
يشكل تشخيص اعتلال الأوعية الدموية في القلب المزروع تحديًا كبيرًا للأطباء لأن الأعراض متغيرة وغالبًا ما تكون غائبة، ولذلك يجب مراقبة الطعم المزروع بدقة ومتابعة المريض.

### تصوير الأوعية الإكليلية
يجب إجراء مراقبة متكررة للأشخاص الذين خضعا لعملية زرع قلب عن طريق تصوير الأوعية الإكليلية باستخدام القثطرة القلبية، ويعد الاختبار التشخيصي الأفضل. ينصح بإجراء هذا الاختبار عادةً كل سنة خلال السنوات الخمس الأولى بعد الزرع. يوضح تصوير الأوعية الإكليلية عند مرضى اعتلال الأوعية الدموية في القلب المزروع لاكتشاف أي تضيق منتشر في الشرايين الإكليلية الكبيرة وبدرجة أقل في الشرايين الإكليلية الأصغر، ومع ذلك نظرًا لأن اعتلال الأوعية الدموية في القلب المزروع يؤثر بشكل متكرر على طول الشريان الإكليلي بالكامل، فقد لا يؤكد تصوير الأوعية بمفرده اعتلال الأوعية الدموية في القلب المزروع.

### الموجات فوق الصوتية عبر الأوعية الدموية
تعد الموجات فوق الصوتية داخل الأوعية الدموية أكثر حساسية في الكشف عن التغيرات الطفيفة في سماكة الطبقة الداخلية لجدران الشرايين، ويمكن من خلالها قياس قطر لمعة الشريان. يمكن باستخدام الموجات فوق الصوتية عبر الأوعية الدموية مقارنة القياسات التسلسلية لسماكة جدار الشرايين بعد الزرع، وتعد الزيادة أكثر من 0.5 مم في السماكة الداخلية بعد عام واحد من الزرع مؤشرًا هامًا للإصابة باعتلال الأوعية الدموية في القلب المزروع.
تجدر الإشارة هنا إلى أن الموجات فوق الصوتية عبر الأوعية تعد إجراءً غازيًا يتطلب حقن مادة ظليلة بالإضافة لتكلفته العالية نسبيًا.

### تخطيط القلب باستخدام الدوبوتامين
يلجأ الأطباء أحيانًا لإجراء تخطيط القلب باستخدام الدوبوتامين، ولديه حساسية تصل لأكثر من 85% للكشف عن اعتلال الأوعية الدموية في القلب المزروع.
تشمل التشخيصات غير الغازية الأخرى: التصوير المقطعي البوزيتروني وتصوير الأوعية المقطعي المحوسب، بالإضافة إلى ذلك قد يظهر تخطيط القلب العادي علامات غير نموذجية لنقص التروية.

### المؤشرات الحيوية
تشمل المؤشرات الحيوية لزيادة خطر الإصابة باعتلال الأوعية الدموية في القلب المزروع: ارتفاع البروتين التفاعلي الارتكاسي والببتيد المدر للصوديوم والتروبونيين 1.

## العلاج

### الستاتينات
تعد الوقاية من تطور اعتلال الأوعية الدموية في القلب المزروع أمرًا مهمًا، إذ أن العلاجات الحالية غالبًا ما تكون غير فعالة بمجرد تطور المرض، ولذلك ينصح بالبدء بتناول الستاتينات مبكرًا بعد الزرع للتقليل من احتمال حدوث اعتلال الأوعية الدموية في القلب المزروع.

### الفيتامينات
يمكن للفيتامينات سي و إي عند دمجها مع مثبطات المناعة أن تبطئ تطور حدوث اعتلال الأوعية الدموية في القلب المزروع.

### الأسبرين
إن دور الأسبرين مثبت بالفعل في علاج أمراض الشرايين الإكليلية والوقاية منها، ولذلك ينصح بالبدء بتناوله بانتظام بعد عملية زرع القلب مباشرة.

### العوامل المضادة للتكاثر الخلوي
أكدت الدراسات أن البدء بإعطاء مثبطات التكاثر الخلوي عند الكشف عن اعتلال الأوعية الدموية في القلب المزروع يمكن أن يبطئ سير المرض ويحسن الإنذار.

### خيارات علاجية أخرى
قد يتطلب اعتلال الأوعية الدموية في القلب المزروع تدخلات غازية لإصلاح التضيقات الكبيرة في الشرايين الإكليلية، لكن احتمال عودة التضيق مرتفع، ويمكن في هذه الحال دراسة احتمال إعادة زرع القلب.